# زرجوع (عقدا)
زرجوع (بالفارسية: زرجوع) هي قرية تقع في إيران في قسم عقدا الريفي. يقدر عدد سكانها بـ 53 نسمة بحسب إحصاء 2016.